# Canales de la Sierra
Canales de la Sierra är en kommun i Spanien. Den ligger i den autonoma regionen La Rioja i norra delen av landet, 200 km nordost om huvudstaden Madrid. Antalet invånare är 82 (2024).